# Ojarivka, Stara Sîneava
Ojarivka (în ucraineană Ожарівка) este localitatea de reședință a comunei Ojarivka din raionul Stara Sîneava, regiunea Hmelnîțkîi, Ucraina.

## Demografie
Componența lingvistică a localității Ojarivka
     Ucraineană (100%)
Conform recensământului din 2001, toată populația localității Ojarivka era vorbitoare de ucraineană (100%).